# Система-КХП
Футбольный клуб «Система-КХП» — украинский клуб из посёлка городского типа Черняхова Житомирской области. Команда была основана в 1995 году.

## История названий
- 1995 — «КХП-Крок»
- 1996—1999 — «КХП»
- 2000—2003 — «Система-КХП»

Аббревиатура, приставленная к названию команды расшифровывается как «Комбинат хлебопродуктов», за который собственно и играла команда.

## Все сезоны
| Сезон   | Чемпионат       | Чемпионат | Чемпионат | Чемпионат | Чемпионат | Чемпионат | Чемпионат | Чемпионат | Кубок       | Кубок | Кубок | Кубок | Кубок | Кубок | Кубок | Примечание                                            |
| Сезон   | Лига            | Место     | И         | В         | Н         | П         | М         | О         | Этап        | И     | В     | Н     | П     | М     | О     | Примечание                                            |
| ------- | --------------- | --------- | --------- | --------- | --------- | --------- | --------- | --------- | ----------- | ----- | ----- | ----- | ----- | ----- | ----- | ----------------------------------------------------- |
| 2002/03 | Вторая Группа А | 12 з 15   | 28        | 7         | 6         | 15        | 24−34     | 27        | 1/16 финала | 2     | 1     | 0     | 1     | 2−5   | 2     | Отказались от участия до начала следующего чемпионата |
| Всего   | Вторая          | 1 сезон   | 28        | 7         | 6         | 15        | 24−34     | 20        | >1 сезон    | 2     | 1     | 0     | 1     | 2−5   | 2     |                                                       |

Уже в 1/16 финала команда попала на финалиста кубка Украины 2002/2003.